# Jeremy Ngakia
Jeremy Mpobi Ngakia, född 7 september 2000, är en engelsk fotbollsspelare som spelar för Watford.

## Klubbkarriär
Den 14 augusti 2020 gick Ngakia på fri transfer till Watford, där han skrev på ett fyraårskontrakt. Ngakia debuterade i The Championship den 11 september 2020 i en 1–0-vinst över Middlesbrough.

## Personligt
Ngakia har kongolesiskt ursprung och har därför möjligheten att spela för Kongo-Kinshasas landslag.